# バトルフィールド2
『バトルフィールド2』（Battlefield 2, 略称：BF2）は、エレクトロニック・アーツより2005年7月7日に発売されたファーストパーソン・シューティングゲーム（FPS）。バトルフィールドシリーズの第3作。アメリカでは同年6月21日、ヨーロッパでは同年6月24日に発売。
近未来のアジアにおける、アメリカ・中東連合・中国との架空の戦争をモチーフとしている。

## 概要
登場兵科は前作に倣い、突撃兵・狙撃兵・対戦車兵・特殊兵・援護兵・衛生兵・工兵の7種類。銃弾の補給・体力の回復がそれぞれ援護兵・衛生兵からしかできなくなった（前作までは補給・回復ポイントがマップ上に存在した）。その代わり、制約はあるものの、回復バッグと弾薬バッグを配ることができるようになった。また、撃たれて体力がゼロになっても即死亡とはならず重傷になり、一定時間内であれば、衛生兵の持つショックパドルにより再び蘇生できるようになった（ただし、戦車砲・対戦車ミサイル・航空機からの爆撃・敵砲撃の直撃などを受けた場合は「死亡」となり、蘇生が不可能である）。これらの治療・蘇生・弾薬補給はそれぞれポイントが付き、ゲーム終了時に評価の対象となる。
司令官システムや分隊システム、音声チャットなどの新要素が追加され、チームとしての戦術性が増し、他のプレイヤーと協力して戦う楽しみ方が以前より増した。リーダーシップを発揮することで、指揮にもポイントが付く。
また、階級システムが導入され、インターネットで階級システムに対応したサーバー（ランクサーバー）でプレイすることで成績に応じて階級が上昇し、司令官になりやすくなったり、新たな銃器が使えるようになったりする。このサーバーでは階級だけでなく、戦闘の貢献度に応じて勲章などを受領することもできる。階級・ポイント・受領した勲章などは記録としてサーバーに蓄積される。
以前のシステムと異なり、報告はファンクションキーではなく、Qキーを押すことで現れる選択肢をマウスで選ぶ方式となった。

## 兵科
『BF2』には、7種の兵科が用意されている。プレイヤーは、それぞれ特性を持った以下の兵科を選び仮想戦争をプレイする。全兵科共通としてナイフ・ハンドガン・手榴弾（突撃兵・対戦車兵を除く）を装備する。

### 特徴
特殊兵
アサルトカービンとC4 プラスチック爆薬・消音器付きハンドガンを所持している。C4爆薬を使って橋を爆破して敵の移動を阻害できる他、敵歩兵や敵車両を待ち伏せて爆破したり、敵本拠地に潜入してレーダーや固定砲を爆破することで、敵司令官の能力を使用不能にすることができる。C4は装甲車両に対しても有効なため、C4を前面に設置した車両で敵に特攻することも可能。
- アサルトカービン・C4

狙撃兵
スナイパーライフルを持つ遠距離狙撃のスペシャリスト。また、クレイモア地雷を持っており、敵兵が通ると予想される位置に仕掛けておくことで、近付いてきた敵兵を殺傷することができる。近接戦闘には弱いうえ、狙撃銃は発射音が大きいために敵に居場所を推測されやすい。銃自体の弾数も少ないので、無駄撃ちはできない。特殊兵と同じく、ハンドガンには消音器が付いている。
- スナイパーライフル・クレイモア地雷

突撃兵
グレネードランチャーが付いた高精度のアサルトライフルを持ち、敵兵を倒すのに専念する。グレネードランチャーは、上手く使えば手榴弾よりも素早く複数の敵を一撃で仕留めることができる。また、スモークグレネードを持っており、特に装甲車両からの目眩ましをすることもできる。どの国の突撃兵もデフォルトのアサルトライフルは衛生兵と共通の物を持つ（MODを用いた場合は、この限りではない）。
- アサルトライフル（グレネードランチャー装備）・スモークグレネード

援護兵
装弾数100-200という、弾数の多いライトマシンガンを持っており、制圧射撃が可能である。また、他の兵士に弾薬補給を行うことができる。アモバッグは地面に置いておくこともでき、拾った味方兵士は弾薬をフル補給することができる。突撃兵のグレネードランチャー、対戦車兵の対戦車ミサイル・ロケットランチャー、狙撃兵の狙撃銃は弾数が少ないため、彼らのサポートに回ることでチームに貢献することができる。
- ライトマシンガン・アモバッグ

工兵
ショットガンを装備しており、近接戦闘ではかなりの威力を発揮する。本領は車両や装甲車両および橋を含む施設の修理である。また、すべての車両を一撃で撃破可能な対戦車地雷を持っており、仕掛け方次第では敵戦車や車両などを有効に撃破することができる。
- ショットガン・対戦車地雷・スパナ

衛生兵
自衛のためのアサルトライフルを持っているが、本領は治療と蘇生である。メディックバッグを地面に置いておくこともでき、拾った兵士（敵も含む）の体力は全回復する。また、一定時間内であればショックパドルを使うことで、撃たれて重傷を負い動けなくなった味方兵を蘇生させることができる。このショックパドルは、近接戦で敵兵を倒すこともできる。どの国の衛生兵もデフォルトのアサルトライフルは突撃兵のものからグレネードランチャーを取り除いたものを持つ（MODを用いた場合は、この限りではない）。
- アサルトライフル・メディックバッグ・ショックパドル

対戦車兵
対戦車ミサイルやロケットランチャーを装備しており、非装甲車両ならほぼ一撃で破壊できるほか、装甲車・戦車に対しても有効な打撃を与えることができる。自衛のためのサブマシンガンやショットガンを持っており、近距離で威力を発揮する。弾数が少ないので、援護兵にサポートしてもらうことが望ましい。また、前述のように対戦車ミサイルを敵兵に当てると問答無用で「即死」するため、対人ミサイルとして愛用する人もいる（これら愛用者はAT（Anti Tank）教団と呼ばれる事がある）。
- サブマシンガン・対戦車ミサイルもしくはロケットランチャー

それぞれのユニットは緊急時の自衛などのために、ナイフ・拳銃・また、対戦車兵とグレネードランチャーを装備した突撃兵以外は手榴弾を所持している。

## 拡張パック
『バトルフィールド2 スペシャルフォース』
2005年11月24日に発売された拡張パック。特殊部隊に重点が置かれており、暗視ゴーグルや催涙ガスなどのアイテムを用いることができる。Navy SEALsやSAS・スペツナズなどの特殊部隊や反乱軍を扱ったマップ・銃器・兵器が登場。登場する銃器はF2000・MP7など。一部の武器は『BF2』のアンロック武器として使用可能。
『バトルフィールド2 ユーロフォース』
2006年3月20日に発売された拡張パック。欧州軍が追加された。
『バトルフィールド2 アーマードフューリ』
2006年6月7日に発売された拡張パック。中国軍と中東連合軍が米国中西部の大草原にまで侵略する。車両を航空機から投下できるようになる。

## システム
司令官システム
立候補しておけば、能力や戦歴のあるものが司令官になることができる。司令官画面という独特の画面があり、レーダースキャンによる大まかな敵情把握・UAVによる局所的ながら詳細な敵情把握（と、部隊への報告）・固定砲台による援護砲撃・補給物資投下が可能である。的確な操作と指揮能力が求められ、責任重大であるが、上手に指揮すればその分得られるポイントも高い（勝利したチームの司令官は、獲得ポイントが自軍チームの平均ポイント×2になる）。
分隊システム
分隊を作ることができ、リスポーンポイントの他に、分隊長のところにリスポーンできるようになった。分隊長は司令官から指示を受け、分隊を率いて目標を達成することでリーダーシップ発揮によるポイントを獲得することができる。枠が空いていれば分隊長になることは容易であるが、その分責任が重いことは言うまでもない。なお、Tキーにより分隊コマンド（分隊長は分隊員に移動先指定や攻撃目標指定など移動先を指示したり、司令官にUAVや砲撃を要請することができる。分隊員は分隊長への要請という形で指令要請・砲撃要請・物資投下要請・車両投下要請のコマンドになる）を出すことができる。

## 大会
プレイヤー自身が発起人となって組織された運営委員会が主催する大会「BF2CTL（バトルフィールド2クラントーナメントリーグ）」が2006年4月14日より開催されている。プレイヤー主催ではあるが、エレクトロニック・アーツを始めとする企業の協賛を受けた公開大会である。クランに所属していれば参加できる大会であり、参加者エントリーはシーズンごとに行われる。